# Homoneura obscuricornis
Homoneura obscuricornis är en tvåvingeart som först beskrevs av de Meijere 1913.  Homoneura obscuricornis ingår i släktet Homoneura och familjen lövflugor. Inga underarter finns listade i Catalogue of Life.